# 광운학원
학교법인 광운학원(學校法人 光云學院, Kwangwoon Foundation)은 화도 조광운 박사가 설립한 대한민국의 사립학교법인이다. 유아교육부터 고등교육 전반에 걸쳐 교육기관을 설립하고 운영하고 있다.

## 구성

### 광운대학교
광운대학교는 서울특별시 노원구에 위치한 대한민국의 종합대학이다. 조광운이 1934년에 설립한 조선무선강습소가 모태이며 전자공학을 학문으로써 조선(한국) 최초로 가르쳤고, 1988년 종합대학으로 승격한 이후 현재에 이르고 있다. 7개의 단과대학과 7개의 대학원을 설치하고 있다.

### 광운인공지능고등학교
광운인공지능고등학교는 서울특별시 노원구에 위치한 대한민국의 일반 사립 고등학교로, 1952년 설치된 동국무선고등학교가 본격적인 시발점이다. 광운전자공업고등학교에서 광운인공지능고등학교로 교명이 변경되었다.

### 광운중학교
광운중학교는 서울특별시 노원구에 위치한 사립 중학교로, 1964년 설치 되었다.

### 남대문중학교
남대문중학교는 서울특별시 성북구에 위치한 사립 중학교로, 1952년 동국무선고등학교(광운전자공업고등학교)와 함께 설치 되었다.

### 광운초등학교
광운초등학교는 서울특별시 성북구에 설치된 사립 초등학교로, 1965년 월계국민학교로 개교한 것이 시초다.

### 광운유치원
광운유치원은 서울특별시 성북구에 위치한 사립 유치원으로, 광운초등학교 교내 위치하고 있다.